# Tutti in una notte
Tutti in una notte è stato un programma televisivo in onda tra il 1996 ed il 1998 su Rai 1 (ad eccezione dell'edizione 1997, in onda su Rai 2).

## Il programma
La trasmissione, in onda con una puntata con cadenza annuale e diversi conduttori per ogni anno, era in onda su Rai 1 in diretta da Cannes.
Durante la serata veniva proposta un'anteprima della stagione televisiva in corso, con la partecipazione dei conduttori delle principali reti televisive Rai 1, anticipando le trasmissioni in onda nell'immediato palinsesto televisivo.
L'edizione 1996 è stata condotta da Raffaella Carrà e Piero Chiambretti, ed ha visto la partecipazioni, tra gli altri ospiti, di Mike Bongiorno, Fabrizio Frizzi e Bud Spencer.
L'edizione 1997, condotta da Fabrizio Frizzi e Valeria Marini, è in onda con la regia di Riccardo Donna. Questa edizione è in onda su Rai 2.
L'edizione 1998 è stata condotta da Raffaella Carrà e Fabio Fazio, con la partecipazione di Orietta Berti e Paolo Brosio. 
Per le edizioni 1996 e 1998 la regia venne affidata a Sergio Japino.

## Edizioni
| Edizione | Data           | Conduttori      | Conduttori        | Ospiti                                        |
| -------- | -------------- | --------------- | ----------------- | --------------------------------------------- |
| 1        | 3 luglio 1996  | Raffaella Carrà | Piero Chiambretti | Mike Bongiorno, Fabrizio Frizzi e Bud Spencer |
| 2        | 27 giugno 1997 | Fabrizio Frizzi | Valeria Marini    |                                               |
| 3        | 26 giugno 1998 | Raffaella Carrà | Fabio Fazio       | Orietta Berti, Paolo Brosio, Sabrina Ferilli  |